# حجت قاسم‌زاده اصل
حجت قاسم‌زادهٔ اصل (زادهٔ ۱۰ دی ۱۳۴۶) فیلم‌نامه‌نویس و کارگردان تلویزیون اهل ایران است. وی نقدهایی در ماهنامه فیلم نوشته‌است.
قاسم‌زادهٔ اصل دانش‌آموختهٔ رشتهٔ تئاتر با گرایش ادبیات دراماتیک در دانشکدهٔ هنرهای زیبای دانشگاه تهران است.

## فیلم‌شناسی[نیازمند منبع]
| سال  | نام                                | سمت                          | نوع اثر                                               |
| ---- | ---------------------------------- | ---------------------------- | ----------------------------------------------------- |
| ۱۳۹۹ | روز ششم                            | کارگردان و نویسنده           | سینمایی                                               |
| ۱۳۹۷ | تاریکی شب، روشنایی روز             | کارگردان و نویسنده           | مجموعهٔ تلویزیونی                                      |
| ۱۳۹۲ | یادآوری                            | کارگردان                     | مجموعهٔ تلویزیونی                                      |
| ۱۳۷۸ | ثقةالاسلام تبریزی                  | نویسنده، کارگردان، تهیه‌کننده | مجموعهٔ تلویزیونی                                      |
|      | جاودانه سوگ                        | کارگردان، تهیه‌کننده          | مجموعهٔ نمایشی، تعزیه                                  |
| ۱۳۸۰ | آخرین روزهای شاد بودن              | نویسنده، کارگردان، تهیه‌کننده | تله‌فیلم                                               |
|      | تردستی                             | نویسنده، کارگردان، تهیه‌کننده | تله‌فیلم                                               |
|      | ۱۰۱ راه برای ذله کردن پدر و مادرها | نویسنده، کارگردان            | مجموعهٔ داستانی                                        |
| ۱۳۸۴ | از شنبه تا پنجشنبه                 | نویسنده، کارگردان، تهیه‌کننده | تله‌فیلم                                               |
|      | تنهایی                             | نویسنده، کارگردان            | تله‌فیلم                                               |
|      | کسوف                               | نویسنده، کارگردان            | تله‌فیلم                                               |
|      | پس از پایان                        | نویسنده، کارگردان            | تله‌فیلم                                               |
|      | ژرفا                               | نویسنده، کارگردان            | تله‌فیلم                                               |
| ۱۳۸۸ | قصه‌ها و واقعیت                     | نویسنده، کارگردان            | تله‌فیلم                                               |
| ۱۳۹۳ | تباهی                              | نویسنده، کارگردان            | تله‌فیلم                                               |
| ۱۳۸۹ | یک داستان کوتاه و چند داستان دیگر  | نویسنده، کارگردان            | تله‌فیلم                                               |
| ۱۳۹۰ | پیدا و پنهان                       | نویسنده، کارگردان            | تله‌فیلم                                               |
| ۱۳۸۴ | قتل آنلاین                         | نویسنده                      | فیلم سینمایی                                          |
|      | ماه کامل                           | نویسنده                      | تله‌فیلم                                               |
|      | سومین روز پس از مرگ                | نویسنده                      | سینمایی                                               |
|      | زهر و پادزهر                       | نویسنده                      | تله‌فیلم                                               |
|      | ماه و شب                           | نویسنده                      | تله‌فیلم                                               |
|      | ضبط‌صوت                             | نویسنده                      | تله‌فیلم                                               |
|      | سرقت                               | نویسنده                      | تله‌فیلم                                               |
|      | میش                                | نویسنده                      | تله‌فیلم                                               |
|      | داستان هموارهٔ دلتنگی ما            | نمایشنامه‌نویس                | تئاتر                                                 |
|      | اسکندر                             | نمایشنامه‌نویس                | تئاتر (روایتی معاصر و مدرن از اسکندرنامهٔ نظامی گنجوی) |